# Plácido de Castro
Plácido de Castro, amtlich portugiesisch Município de Plácido de Castro, ist eine Kleinstadt im Osten des brasilianischen Bundesstaats Acre. Die Entfernung zu dessen Hauptstadt Rio Branco beträgt 100 km. Die Bevölkerung wurde 2024 auf 17.127 Einwohner geschätzt, die Placidianos genannt werden.

## Geographie
Sie grenzt im Süden an Bolivien, im Norden an Senador Guiomard, im Osten an Acrelândia, im Westen an Capixaba und im Nordwesten an Rio Branco. Die Fläche beträgt 1.943,245 km² (Stand 2015) und hat eine Bevölkerungsdichte von 8,9 Personen pro km².
Der Río Abuná bildet im Osten den Grenzfluss zu Bolivien, noch weiter östlich geht das Gelände in die Beni-Tieflandebene in Bolivien über. Dazu gibt es in Plácido an Gewässern die Igarapé Rapirrã, Igarapé Visionário, Igarapé Santa Helena und Igarapé São Raimundo.

## Geschichte
Plácido de Castro ging aus einer Ansiedlung von Kautschukzapfern hervor, die ab 1922 Vila de Pacatuba hieß und der Verwaltung durch Rio Branco unterstand. 1963 wurde Acre ein Bundesstaat, was auch mit internen Gebietsreformen verbunden war. Am 10. März 1963 wurde der Distrikt Plácido de Castro aus Rio Branco ausgegliedert und zum selbstverwaltenden Munizip Munícipio de Plácido de Castro erhoben. Benannt wurde der Ort nach dem Major, Führer der Acreanischen Revolution und Präsident von 1900 bis 1903 der selbstausgerufenen Republik Acre José Plácido de Castro (1873–1908).

## Stadtverwaltung
Stadtpräfekt (Bürgermeister) war nach der Kommunalwahl 2016 für die Amtszeit von 2017 bis 2020 Gedeon Sousa Barros von dem Partido da Social Democracia Brasileira (PSDB), der sich mit 4864 Stimmen durchsetzte. Bei der Kommunalwahl in Brasilien 2020 wurde er durch Camilo da Silva des Partido Social Democrático (PSD) für die Amtszeit von 2021 bis 2024 abgelöst. Silva hatte 3838 oder 40,78 % der gültigen Stimmen erhalten.
Die Legislative liegt bei der Câmara Municipal, der Stadtverordnetenkammer, aus elf gewählten Vertretern.
Mit den Städten Acrelândia, Bujari, Capixaba, Porto Acre, Rio Branco und Senador Guiomard bildete sie von 1989 bis 2017 die Mikroregion Rio Branco, die wiederum mit den beiden Mikroregionen Brasileia und Sena Madureira die Mesoregion Vale do Acre bildeten. Diese Regionen dienen geographisch-statistischen und planerischen Zwecken.

## Bevölkerung
Die Bevölkerung betrug nach der Volkszählung des IBGE von 2022 16.560 Einwohner. Die Zahl wurde vom IBGE 2024 auf 17.127 Bewohner geschätzt.
Sie verteilte sich 1991 auf 4332 Einwohner auf den urbanen und 6836 Einwohner auf den ländlichen, dagegen im Jahr 2010 auf bereits 10.382 Personen im besiedelten Ortsbereich und auf 6827 Personen im ländlichen Raum.

### Bevölkerungsentwicklung
Quelle: IBGE (Angabe für 2024 ist lediglich eine Schätzung). 34,64 % der Bevölkerung waren 2010 Kinder und Jugendliche bis 15 Jahre.

## Wirtschaft
| Anteile am BIP     | Anteile am BIP | Anteile am BIP | Anteile am BIP | Anteile am BIP |
| ------------------ | -------------- | -------------- | -------------- | -------------- |
| Sektor             |                |                |                | Tsd. Real      |
| Landwirtschaft     | Landwirtschaft |                | 63.856         | 63.856         |
| Dienstleistung     | Dienstleistung |                | 29.506         | 29.506         |
| Industrie          | Industrie      |                | 38.022         | 38.022         |
| Quelle: IBGE, 2014 |                |                |                |                |

## Infrastruktur

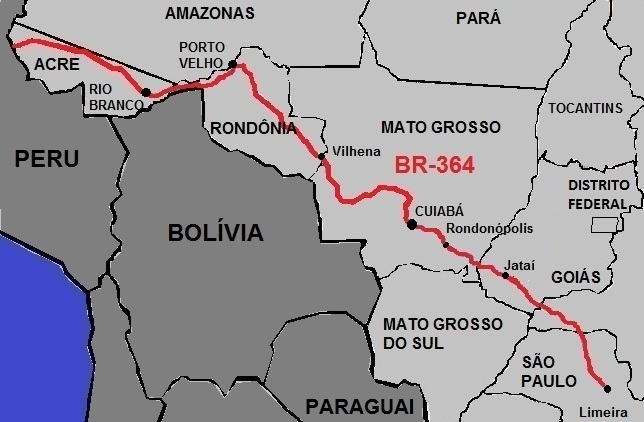
Die BR-364 verbindet Plácido de Castro mit anderen Landesteilen Brasiliens.

Die Landesstraße AC-040 verbindet nach Capixaba, die AC-465 nach Westen und die AC-475 nach Norden führen auf die diagonale Bundesstraße BR-364, der wichtigsten Straße in Acre. Sie führt westlich nach Peru, nördlich über Acrelândia mit einer Zollstation zu Rondônia und von dort weiter südöstlich bis São Paulo.
Der nächstgelegene internationale Flughafen ist der Aeroporto Internacional de Rio Branco.

## Bildung

### Analphabetenquote
Plâcido de Castro hatte 1991 eine Analphabetenquote von 43,3 %, die sich bei der Volkszählung 2010 bereits auf 23,6 % reduziert hatte.

### Schulen
Das IBGE gibt 2018 den Bestand von 21 Grundschuleinrichtungen und 5 mittleren Schuleinrichtungen an.

## Religionen
| Anzahl            | Religionsgemeinschaft      |
| ----------------- | -------------------------- |
| 6.787             | römisch-katholisch         |
| 5.134             | evangelisch-protestantisch |
| 71                | Spiritualisten             |
| Quelle: IBGE 2010 |                            |

Größte Religionsgemeinschaft bilden die Anhänger der römisch-katholischen Kirche in Brasilien, gefolgt von Anhängern des evangelisch-protestantischen Glaubens. Plâcido de Castro gehört zum Bistum Rio Branco, Region III. 

## Sport
Die Gemeinde ist Heimat des Fußballvereins Plácido de Castro FC, zuletzt 2013 erfolgreich bei der Staatsmeisterschaft von Acre. Spielstätte ist das Estádio Municipal João Ferreira Lima.